# Wacław Jurek
Wacław Jurek (ur. 13 września 1896 w Krępie, zm. 4 września 1971 w Grudziądzu) – chorąży pilot Wojska Polskiego, żołnierz Armii Cesarstwa Niemieckiego podczas I wojny światowej, uczestnik powstania wielkopolskiego i wojny polsko-bolszewickiej, kawaler Orderu Virtuti Militari. W czasie II wojny światowej był więźniem KL Stuthoff.

## Życiorys
Syn Ignacego i Konstancji z Czekalskich, był ich siódmym dzieckiem spośród dziewięciorga. Po ukończeniu sześcioklasowej szkoły ludowej w 1910 r. rozpoczął trzyletnią praktykę ślusarską, a od 1914 roku rozpoczął pracę jako pomocnika ślusarza. Dalszą naukę przewał mu wybuch I wojny światowej. 1 października 1915 roku został powołany do odbycia służby w armii cesarskiej, otrzymał przydział do niemieckiego lotnictwa wojskowego.
Jako mechanik służył początkowo w Zapasowym Oddziale Lotniczym nr 4 w Ławicy, w maju 1916 roku został przydzielony do szkoły we Freiburgu, gdzie służył do 1 maja 1917 roku, a następnie do szkoły w Paderborn. W Berlinie na lotnisku Johannisthal ukończył kurs stabilizacji samolotów w wytwórni lotniczej „Albatroswerke", kurs mechaników lotniczych w fabryce silników Mercedes-Daimler w Stuttgarcie, wulkanizacji opon w fabryce Continental w Hanowerze. W momencie kapitulacji Niemiec stacjonował na lotnisku Ławica.
W listopadzie 1918 roku zdezerterował z armii niemieckiej i od 14 listopada 1918 roku służył w I Batalionie Pogranicznym Wielkopolskim w Kaliszu. 28 listopada brał udział w przejęciu koszar i oswobodzeniu obozu w Szczypiornie. Brał udział w walkach o Skalmierzyce, Ostrów Wielkopolski, Krotoszyn oraz w walkach pozycyjnych pod Zdunami.
21 stycznia 1919 roku został skierowany do Szkoły Pilotów na Stacji Lotniczej Ławica, po jej ukończeniu kontynuował szkolenie w Wyższej Szkole Pilotów. Tytuł pilota frontowego uzyskał 22 czerwca 1920 r. 10 sierpnia 1920 roku został przydzielony do 8. eskadry wywiadowczej i w składzie tej jednostki brał udział w walkach podczas wojny polsko-bolszewickiej. W okresie od 4 do 12 września w rejonie Hrubieszowa i Włodzimierza Wołyńskiego atakował z niskiego pułapu kawalerię nieprzyjaciela. Łącznie w sierpniu i we wrześniu wykonał 14 lotów bojowych podczas których wyróżnił się dużą odwagą. 17 września, podczas trzeciego lotu tego dnia atakował z niskiej wysokości oddziały Armii Czerwonej. Jego samolot został zestrzelony ale on sam zdołał powrócić do macierzystej jednostki. Na początku października brał udział w atakach na pociągi pancerne w rejonie Zwiahla, czym zmuszono je do wycofania się do Korostenia.
Po zakończeniu działań wojennych pozostał w Wojsku Polskim. W Centralnej Szkole Podoficerów Piechoty nr 1 w Chełmnie odbył pięciomiesięczny kurs, który ukończył z 174. lokatą. Od 13 lipca 1922 roku służył w 1. pułku lotniczym w 12. eskadrze wywiadowczej i 13. eskadrze linowej. 1 sierpnia 1923 r. brał udział w pokazach zorganizowanych z okazji pobytu w Polsce króla rumuńskiego Ferdynanda I, za co został odznaczony Orderem Wiernej Służby I klasy.
1 grudnia 1926 roku został skierowany jako instruktor do Oficerskiej Szkoły Lotnictwa (OSL). 26 marca 1926 roku został przeniesiony z OSL do Lotniczej Szkoły Strzelania i Bombardowania (LSSiB), gdzie służył jako pilot w Eskadrze Szkolnej nr 1. Jako doświadczony pilot dokonywał również oblotów samolotów remontowanych w parku lotniczym. W latach 1931-1932 przeszedł przeszkolenie w ramach Wyższej Szkoły Pilotażu. Był jednym z dwóch pilotów latających na samolotach Farman F-68 Goliath wykorzystywanych do szkolenia spadochroniarzy.
W 1930 r. dokonał oblotu prototypu awionetki Moryson II (znaki SP-AED) konstrukcji Józefa Morrisona. Na tym samolocie w 1931 r. wystartował w III Krajowym Konkursie Awionetek oraz IV Krajowym Konkursie Samolotów Turystycznych. Z końcem 1932 r. został przeniesiony do 3. pułku lotniczego. W 1934 roku, po katastrofie lotniczej w LSSiB, został przeniesiony w stan spoczynku, ale zachował związki z lotnictwem, latał jako pilot sportowy.
Po wybuchu II wojny światowej zgłosił się do służby w 4.pułku lotniczego, od 5 września służył w oddziale lotniczym w Dęblinie. Po zakończeniu walk przedostał się do Grudziądza, gdzie pracował lotniczych zakładach remontowych. Jako były powstaniec wielkopolski został 22 lutego 1944 roku aresztowany i osadzony w obozie koncentracyjnym w Stutthof z numerem obozowym 33701.
Przeżył wojnę, znalazł zadudnienie w PKP Grudziądz. Ukończył w 1946 r. szkolenie w Cywilnej Szkole Pilotów i Mechaników. Był jednym z założycieli Aeroklubu Grudziądzkiego. Następnie pełnił funkcję instruktora w Lisich Kątach, kierownika wyszkolenia w Cywilnej Szkole Pilotów i Mechaników w Ligocie Dolnej oraz kierownika Wyczynowej Szkoły Szybowcowej w Lisich Kątach. Na fali komunistycznych represji został odsunięty od latania. W latach 50. pracował jako magazynier w cukrowni i w Technikum Budowy Maszyn Rolniczych. W 1957 powrócił do latania w Aeroklubie Grudziądzkim. 1 marca 1958 roku rozpoczął pracę w Zarządzie Ruchu Lotniczego i Lotnisk Komunikacyjnych jako zawiadowca lotniska w Grudziądzu. Na emeryturę przeszedł 1 listopada 1963 roku, ale pozostał aktywnym członkiem Klubu Seniorów Lotnictwa. Zmarł 4 września 1971 roku w Grudziądzu, gdzie też został pochowany.

## Ordery i odznaczenia
Za swą służbę w polskim lotnictwie otrzymał odznaczenia:
- Krzyż Srebrny Orderu Wojskowego Virtuti Militari – 8 kwietnia 1921[28][29],
- Medal Niepodległości,
- Krzyż Kawalerski Orderu Odrodzenia Polski[30],
- Srebrny Krzyż Zasługi,
- Wielkopolski Krzyż Powstańczy[9],
- Medal Pamiątkowy za Wojnę 1918–1921,
- Medal Dziesięciolecia Odzyskanej Niepodległości,
- Polowa Odznaka Pilota nr 65,
- Order Wiernej Służby – Rumunia.